# Tourteau d'arachide
 (décembre 2012).
Si vous disposez d'ouvrages ou d'articles de référence ou si vous connaissez des sites web de qualité traitant du thème abordé ici, merci de compléter l'article en donnant les références utiles à sa vérifiabilité et en les liant à la section « Notes et références ».
Le tourteau d'arachide est un résidu d'extraction de l'huile d'arachide. En tant qu'aliment énergétique, il est très digeste en termes de métabolisme[réf. souhaitée].
On y retrouve de l'aflatoxine (Aspergillus flavus), à la suite du prélèvement de l'huile de graines oléagineuses moisies. Elle peut donc être hépatotoxique, carcinogène, immunosuppresseur, tératogène.